# Ożarowice
Ożarowice – wieś w Polsce położona w województwie śląskim, na terenie Małopolski, w powiecie tarnogórskim, w gminie Ożarowice, siedziba gminy.
W latach 1954–1972 wieś należała i była siedzibą władz gromady Ożarowice. W latach 1973–1996, była siedzibą gminy Tąpkowice, w 1977 zmienionej na gmina Ożarowice. W latach 1975–1998 miejscowość należała administracyjnie do województwa katowickiego.
We wsi był przystanek kolejowy Ożarowice.

## Nazwa

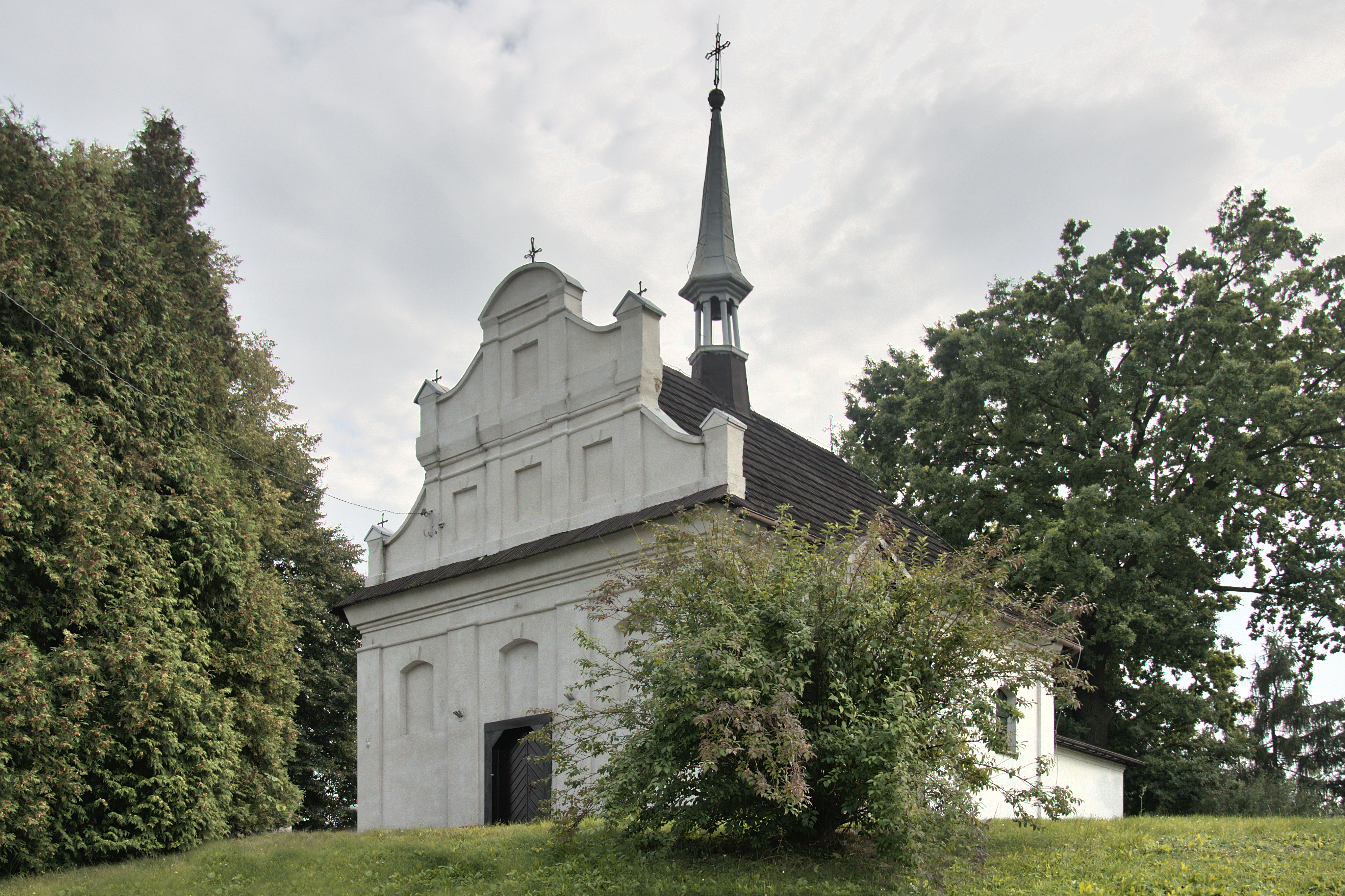
Zabytkowy kościół św. Barbary

Nazwę miejscowości w zlatynizowanej staropolskiej formie Ozorowicze wymienia w latach (1470–1480) Jan Długosz w księdze Liber beneficiorum dioecesis Cracoviensis. We wzmiance o wsi Długosz notuje, że była ona własnością Mateusza Dzierzka Ozorowskiego.

## Edukacja
W Ożarowicach znajdują się przedszkole oraz szkoła podstawowa. W latach 1997–2017 w miejscu szkoły podstawowej działało gimnazjum.

## Kultura i rozrywka
Biblioteki:
- Filia biblioteczna nr 1 w Ożarowicach

## Transport

### Drogowy
Komunikacja pasażerska oparta jest na połączeniach autobusowych organizowanych przez Zarząd Transportu Metropolitalnego (dawniej KZK GOP) na liniach:
- M11: Katowice - Siemianowice - Wojkowice - Bobrowniki – Ożarowice – Pyrzowice (linia metropolitalna)
- M14: Gliwice - Tarnowskie Góry - Świerklaniec - Tąpkowice – Ożarowice – Pyrzowice (linia metropolitalna)
- 85: Tąpkowice – Ożarowice – Pyrzowice (kursy szkolne)
- 103: Zendek – Ożarowice – Tąpkowice
- 179: Mierzęcice – Zendek – Ożarowice – Tąpkowice – Świerklaniec – Tarnowskie Góry
- 246: Ożarowice – Sączów – Ossy – Tąpkowice – Świerklaniec – Tarnowskie Góry
- 646: Zendek/Mierzęcice – Ożarowice – Tąpkowice – Świerklaniec – Tarnowskie Góry
- 717: Świerklaniec – Tąpkowice – Ożarowice – Zendek (kursy szkolne)

### Kolejowy
Przez Ożarowice przebiega linia kolejowa nr 182 relacji Tarnowskie Góry-Siewierz-Zawiercie realizująca przez wiele lat przewozy zarówno pasażerskie, jak i towarowe. Istniała tu stacja kolejowa. Linia kolejowa została zrewitalizowana i odbudowana w ramach reorganizacji dojazdu do Portu Lotniczego Katowice-Pyrzowice z miast GZM. Obecnie kursuje po niej linia Kolei Śląskich S9 na trasie Tarnowskie Góry - Pyrzowice - Siewierz - Zawiercie - Częstochowa. Planowane jest utworzenie połączenia z Katowicami.

## Sport
- LKS Piast Ożarowice – sekcja piłki nożnej (klasa A)

## Religia
Rzymskokatolicka Parafia Świętej Barbary w Ożarowicach przynależy do dekanatu siewierskiego w diecezji sosnowieckiej.